# Lakegodstunna
Lakegodstunna var ett äldre svenskt förvaringskärl och rymdmått för varor som kött, fläsk och sill. Den rymde som regel 48 kannor = 125,6 liter.